# Gochūmon wa usagi desu ka?
Gochūmon wa usagi desu ka? (ご注文はうさぎですか？, litt. Commanderez-vous un lapin ?) sous-titré Is the Order a Rabbit?, aussi connu sous le titre court GochiUsa (ごちうさ), est un manga écrit et illustré par Koi, pré-publié dans le magazine Manga Time Kirara Max de l'éditeur Hōbunsha depuis mars 2011. Huit volumes tankōbon ont été édités.
Une adaptation en série télévisée d'animation par le studio White Fox a été diffusée entre avril et juin 2014 au Japon sur la chaîne Tokyo MX et en simulcast dans les pays francophones sur la plateforme Crunchyroll. Une seconde saison est diffusée entre octobre et décembre 2015.

## Synopsis
Cocoa déménage dans la résidence des Kafu et les aide au café. C'est ainsi qu'elle va rencontrer Chino, Rize, Chiya, Shyaro, Megu et Maya. Ensemble, elles vont vivre des aventures dans une petite ville peuplée de lapins sauvages.

## Personnages
Cocoa Hoto (保登 心愛, Hoto Kokoa)
Une jeune fille qui déménage dans la résidence des Kafū et aide au café pour payer pour son hébergement. Elle aime les choses mignonnes et considère Chino comme sa petite sœur. Son nom vient du mot anglais hot cocoa.
Chino Kafū (香風 智乃, Kafū Chino)
La petite-fille du propriétaire du Rabbit House. De nature calme et discrète. Son nom vient du mot cappuccino.
Rize Tedeza (天々座 理世, Tedeza Rize)
Une des serveuses du Rabbit House. Elle est la fille d'un soldat et a une personnalité très disciplinée et militaire, bien qu'il s'avera qu'elle est plutôt gentille et aime aussi les choses mignonnes comme Cocoa. Elle porte toujours sur elle un Glock et un couteau de combat. Elle est très proche de Sharo. Son nom vient du mot Thé des Alizés.
Chiya Ujimatsu (宇治松 千夜, Ujimatsu Chiya)
Camarade de classe de Cocoa au lycée, dont sa famille dirige un autre café, Ama Usa An (甘兎庵) qui ont aussi leur propre lapin en guise de mascotte nommé Anko. Le nom de Chiya vient du mot Uji matcha tea.
Sharo Kirima (桐間 紗路, Kirima Sharo)
Amie d’enfance de Chiya qui habite juste à côté du café Ama Usa An. Elle fréquente la même école privée que Rize en tant qu'étudiante boursière car elle est pauvre. Elle a aussi une phobie des lapins et devient très hyperactive si elle boit du café, ses émotions pouvant différer selon la variété du café. Son nom vient du mot Kilimanjaro.
Maya Jōga (条河 麻耶, Jōga Maya)
Camarade de classe de Chino au collège. Son nom vient du mot Jogmaya.
Megumi Natsu (奈津 恵, Natsu Megumi)
Appelée simplement Meg (メグ), elle est une camarade de classe de Chino au collège. Son nom vient du mot nutmeg.
Aoyama Blue Mountain / Midori Aoyama (青山 ブルーマウンテン / 青山 翠, Aoyama Burū Maunten / Aoyama Midori)
Une romancière qui admire le grand-père de Chino (qu'elle appelle affectueuse Master) et demandait toujours son opinion sur ses histoires. Elle a cessé d'écrire des livres quand elle a perdu son stylo qui lui avait été offert par le grand-père de Chino. Son nom vient de la variété de café Jamaica Blue Mountain, son nom Aoyama (青山) signifie littéralement montagne bleue.
Tippy (ティッピー, Tippī)
Une lapine angora mascotte du café Rabbit House qui ressemble plutôt à une grosse boule de poils qu'à un lapin. Quand il n'est pas avec Cocoa et les autres, il s'assit sur la tête de Chino. Tippy est possédé par l'esprit du grand-père de Chino.
Takahiro Kafū (香風 タカヒロ, Kafū Takahiro)
Père de Chino qui dirige le bar pendant la nuit avec Tippy.
Mocha Hoto (保登 モカ, Hoto Moka)
Sœur de Cocoa. Son nom vient de caffè mocha.
Rin Mate (真手 凛, Mate Rin)
Amie et éditrice de Midori Aoyama. Son nom vient de Mandheling.

## Manga

### Liste des volumes
| no | Japonais          | Japonais          |
| no | Date de sortie    | ISBN              |
| -- | ----------------- | ----------------- |
| 1  | 27 février 2012   | 978-4-8322-4119-0 |
| 2  | 27 février 2013   | 978-4-8322-4269-2 |
| 3  | 27 mars 2014      | 978-4-8322-4420-7 |
| 4  | 26 septembre 2015 | 978-4-8322-4617-1 |
| 5  | 27 août 2016      | 978-4-8322-4734-5 |
| 6  | 9 novembre 2017   | 978-4-8322-4894-6 |
| 7  | 7 novembre 2018   | 978-4-8322-4990-5 |
| 8  | 27 septembre 2019 | 978-4-8322-7119-7 |
| 9  | 25 décembre 2020  | 978-4-8322-7237-8 |
| 10 | 25 décembre 2020  | 978-4-8322-7333-7 |
| 11 | 22 février 2023   | 978-4-8322-7333-7 |
| 12 | 27 mars 2024      | 978-4-8322-9533-9 |

## Anime
Une adaptation en série télévisée d'animation par le studio White Fox a été annoncée dans le numéro de janvier 2013 du magazine Manga Time Kirara Max . La série a été diffusée entre le 10 avril et le 26 juin 2014 au Japon sur la chaîne Tokyo MX et en simulcast dans les pays francophones sur la plateforme Crunchyroll . Le thème de début est Daydream Café par Petit Rabbit's (Ayane Sakura, Inori Minase, Risa Taneda, Satomi Satō, et Maaya Uchida), et le thème de fin est Poppin'Jump♪ par Chimametai (Inori Minase, Sora Tokui et Rie Murakawa).
Une seconde saison a été annoncée dans le numéro de mars 2015 du magazine Megami Magazine  et est diffusée entre le 10 octobre et le 26 décembre 2015 sous le titre Gochūmon wa usagi desu ka?? (ご注文はうさぎですか？？) ,. Le thème de début est No Poi! de Petit Rabbit's et le thème de fin est Tokimeki Poporon ♪ de Chimametai.
Deux OAV ont été produits. Le premier d’abord sorti en salle le 11 novembre 2017, puis en vidéo le 30 mai 2018. Le second est sorti directement en vidéo le 26 septembre 2019.
Une troisième saison produite par Encourage Films est diffusé au Japon depuis le 10 octobre 2020. Le thème d'ouverture est Tenkū Cafeteria de Petit Rabbit's tandis que le thème de fin est Nakayoshi! Maru! Nakayoshi! par Chimametai.

### Musiques
| Saison | Début    | Début                              | Début          | Fin      | Fin                                                   | Fin                   |
| Saison | Épisodes | Titre                              | Artiste        | Épisodes | Titre                                                 | Artiste               |
| ------ | -------- | ---------------------------------- | -------------- | -------- | ----------------------------------------------------- | --------------------- |
| 1      | 1 – 12   | Daydream café                      | Petit Rabbit’s | 1 – 11   | Poppin Jump (ぽっぴんジャンプ♪)                       | Chimametai (チマメ隊) |
| 1      | 1 – 12   | Daydream café                      | Petit Rabbit’s | 12       | Nichijō Decoration (日常デコレーション)               | Petit Rabbit's        |
| 2      | 1 – 12   | No poi! (ノーポイッ!)              | Petit Rabbit’s | 1 – 10   | Tokimeki poporon (ときめきポポロン♪)                  | Chimametai (チマメ隊) |
| 2      | 1 – 12   | No poi! (ノーポイッ!)              | Petit Rabbit’s | 12       | Nantonaku mirai (なんとなくミライ)                    | Petit Rabbit's        |
| 3      | 1 -      | Tenkū Cafeteria (天空カフェテリア) | Petit Rabbit’s | 1 -      | Nakayoshi! Maru! Nakayoshi! (なかよし！○！なかよし！) | Chimametai (チマメ隊) |

### Doublage
| Personnages    | Personnages    | Voix japonaises |
| -------------- | -------------- | --------------- |
| Cocoa Hoto     | Cocoa Hoto     | Ayane Sakura    |
| Chino Kafū     | Chino Kafū     | Inori Minase    |
| Rize Tedeza    | Rize Tedeza    | Risa Taneda     |
| Chiya Ujimatsu | Chiya Ujimatsu | Satomi Satō     |
| Sharo Kirima   | Sharo Kirima   | Maaya Uchida    |
| Tippy          | Tippy          | Motomu Kiyokawa |

## Jeu vidéo
Un vidéo adapté du manga intitulé Is the Order a Rabbit?? Wonderful party! (ご注文はうさぎですか？？ Wonderful party!) est sorti sur Playstation Vita au Japon le 3 mars 2016.

## Anecdotes
Le décor du manga et de l'anime sont inspirés très fortement de la ville de Colmar.